# Carles Balagué i Mazón
Carles Balagué i Mazón (Barcelona, 8 de febrero de 1949 - Barcelona, 30 de julio de 2025) fue un abogado, productor, guionista, director, ensayista y crítico de cine español. A lo largo de su trayectoria profesional escribió también diversos libros de cine como Las mejores películas del cine negro, François Truffaut o el último, Películas clave del cine musical, coescrito con Rafael Miret. Desde el año 1996 programa las Salas Méliès de Barcelona, dedicadas a la recuperación del cine clásico y a la difusión del cine europeo y el cine de autor. Fueron galardonadas con el Premio Sant Jordi el año 1996.
Como productor, guionista y director de cine, ha dirigido cuatro cortometrajes y nueve largometrajes. Su documental ''La Casita Blanca: La ciudad oculta'' (2001-02), ganó el premio Ciudad de Barcelona y fue presentado a los Festivales de Valladolid, en la sección Tiempo de historia, Semana de Cine Español Spanish Cine Now, a Nueva York y Los Ángeles. Durante más de cuatro años ha presidido el Colegio de Directores de Cine de Cataluña, y  fue presidente del P.A.C. (Productores Asociados de Cataluña). 
Arropiero, el vagabundo de la muerte, su documental sobre el asesino en serie conocido como "el Arropiero", obtuvo el premio Plácido de plata a la mejor película de género negro en la X edición del Festival internacional de Cine Negro de Manresa, en 2008.
Presidió el Colegio de Directores de Cine de Cataluña de 1989 a 1996.

## Filmografía
- 1978. Tragedia cotidiana de un acomodador de cine que un día descubrió la cinefilia
- 1980. Lección acelerada de cine
- 1980. Denver
- 1980. Recuerdo de Jean Seberg
- 1981. Viva la Pepa
- 1986. Una setmana a la vida de...
- 1987. Adela
- 1989. L'amor és estrany
- 1991. Les aparences enganyen
- 1993. Mal d'amors
- 1996. Un assumpte intern
- 2001/02. La Casita blanca: la ciutat oculta
- 2005. De Madrid a la lluna
- 2007. Cien años del Club Esportiu Europa
- 2008. Arropiero, el vagabundo de la muerte
- 2010. La bomba del Liceo